# Jatiyo Sangsad Bhaban

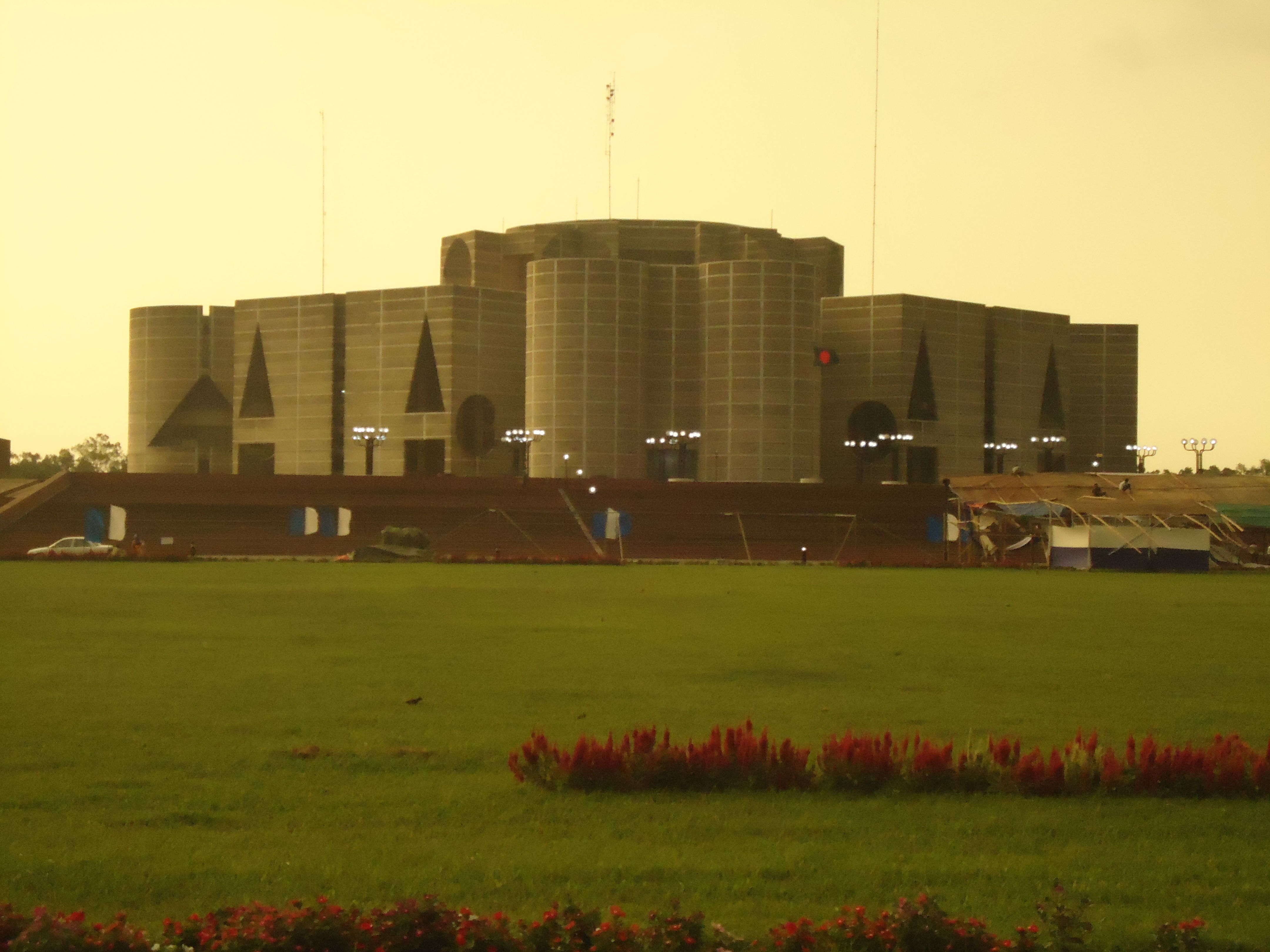
Vista del Sangsad Bhaban al atardecer.

El Jatiya Sangsad Bhaban, denominado también como el Edificio del Parlamento Nacional (En bengalí জাতীয় সংসদ ভবন Jatiô Shôngshôd Bhôbôn) es el Jatiya Sangsad o Asamblea Nacional de Bangladés, localizado en Sher-e-Bangla Nagar, en la capital bangladesí de Daca. Fue diseñado por el arquitecto Louis Kahn como un gran complejo que acomoda los siete parlamentos, siendo uno de los complejos legislativos más grandes del mundo ocupando en planta unos 800 000 m². El edificio fue retratado en la película titulada: Mi arquitecto: el viaje de un hijo donde se narra la vida de Louis Kahn desde una perspectiva familiar. 

## Historia
Antes de ser terminado, los parlamentos primero y segundo usaban el Viejo Shanshad Bhaban que actualmente es la Oficina del primer ministro.[cita requerida]
La construcción comenzó en 1961, cuando Bangladés era el Pakistán Oriental gobernado por Ayub Khan desde la capital del Pakistán Occidental, Islamabad. Como parte de sus esfuerzos para rebajar la disparidad y las tensiones secesionistas del Pakistán Oriental, Khan planeó hacer de Daca una segunda capital, con instalaciones adecuadas para albergar una asamblea.
El Jatiya Sangsad fue diseñado por Louis Kahn. El gobierno procuró la asistencia del activista y arquitecto bangladesí Muzharul Islam que recomendó traer a los mejores arquitectos del mundo para el proyecto. Él trató inicialmente de traer a Alvar Aalto y a Le Corbusier, pero no estaban disponibles en esa época. Entonces Islam reclutó al que fue su profesor en Yale, Louis Kahn.
La construcción se detuvo durante la Guerra de independencia de Bangladés de 1971 y se completó el 28 de enero de 1982. Kahn murió cuando el proyecto estaba tres cuartas partes terminado y se continuó bajo David Wisdom que trabajaba para Kahn.